# Seznam italijanskih divizij druge svetovne vojne
Seznam italijanskih divizij druge svetovne vojne.

## Alpinske
- 1. alpinska divizija »Taurinense«
- 2. alpinska divizija »Tridentina«
- 3. alpinska divizija »Julia«
- 4. alpinska divizija »Cuneense«
- 5. alpinska divizija »Pusteria«
- 6. alpinska divizija »Alpi Graie«

## Oklepne
- 101. oklepna divizija »Centauro«
- 102. oklepna divizija »Ariette«
- 103. oklepna divizija »Littorio«
- 104. oklepna divizija »Centauro«
- 105. oklepna divizija »Freccia«
- 106. oklepna divizija »Giovani Fascisti«

## Črnosrajčniške
- 1. črnosrajčniška divizija »23 Marzo«
- 2. črnosrajčniška divizija »28 Octobre«
- 2. črnosrajčniška divizija »21 Aprile«
- 4. črnosrajčniška divizija »3 Gennaio«
- Črnosrajčniška divizija »M«

## Hitre
- 1. hitra divizija »Eugenio di Savoia«
- 2. hitra divizija »Emanuele Filiberto Testa di Ferro«
- 3. hitra divizija »Amedeo Duca d'Aosta«

## Obalne
- 201. obalna divizija (Italija)
- 202. obalna divizija (Italija)
- 203. obalna divizija (Italija)
- 204. obalna divizija (Italija)
- 205. obalna divizija (Italija)
- 206. obalna divizija (Italija)
- 207. obalna divizija (Italija)
- 208. obalna divizija (Italija)
- 209. obalna divizija (Italija)
- 210. obalna divizija (Italija)
- 211. obalna divizija (Italija)
- 212. obalna divizija (Italija)
- 213. obalna divizija (Italija)
- 214. obalna divizija (Italija)
- 215. obalna divizija (Italija)
- 216. obalna divizija (Italija)
- 220. obalna divizija (Italija)
- 221. obalna divizija (Italija)
- 222. obalna divizija (Italija)
- 223. obalna divizija (Italija)
- 224. obalna divizija (Italija)
- 225. obalna divizija (Italija)
- 226. obalna divizija (Italija)
- 227. obalna divizija (Italija)
- 230. obalna divizija (Italija)

## Pehotne
- 1. pehotna divizija »Superga«
- 2. pehotna divizija »Sforzesca«
- 3. pehotna divizija »Ravenna«
- 4. pehotna divizija »Livorno«
- 5. pehotna divizija »Cosseria«
- 6. pehotna divizija »Cuneo«
- 7. pehotna divizija »Lupi di Toscana«
- 11. pehotna divizija »Brennero«
- 12. pehotna divizija »Sassari«
- 13. pehotna divizija »Re«
- 14. pehotna divizija »Isonzo«
- 15. pehotna divizija »Bergamo«
- 16. pehotna divizija »Pistoia«
- 17. pehotna divizija »Pavia«
- 18. pehotna divizija »Messina«
- 19. pehotna divizija »Venezia«
- 20. pehotna divizija »Friuli«
- 21. pehotna divizija »Granatieri di Sardegna«
- 22. pehotna divizija »Cacciatori delle Alpi«
- 23. pehotna divizija »Ferrara«
- 24. pehotna divizija »Pinerolo«
- 25. pehotna divizija »Bologna«
- 26. pehotna divizija »Assietta«
- 27. pehotna divizija »Brescia«
- 28. pehotna divizija »Aosta«
- 29. pehotna divizija »Piemonte«
- 30. pehotna divizija »Sabauda«
- 31. pehotna divizija »Calabria«
- 32. pehotna divizija »Marche«
- 33. pehotna divizija »Acqui«
- 36. pehotna divizija »Forli«
- 37. pehotna divizija »Modena«
- 38. pehotna divizija »Puglie«
- 41. pehotna divizija »Fienze«
- 44. pehotna divizija »Cremona«
- 47. pehotna divizija »Bari«
- 48. pehotna divizija »Taro«
- 49. pehotna divizija »Parma«
- 50. pehotna divizija »Regina«
- 51. pehotna divizija »Siena«
- 53. pehotna divizija »Arezzo«
- 54. pehotna divizija »Napoli«
- 55. pehotna divizija »Savona«
- 56. pehotna divizija »Casale«
- 57. pehotna divizija »Lombardia«
- 58. pehotna divizija »Legnano«
- 59. pehotna divizija »Cagliari«
- 60. pehotna divizija »Sabratha«
- 61. pehotna divizija »Sirte«
- 62. pehotna divizija »Marmarcia«
- 63. pehotna divizija »Cirene«
- 64. pehotna divizija »Catanzaro«
- 65. pehotna divizija »Granatieri di Savoia«
- 80. pehotna divizija »Spezia«
- 151. pehotna divizija »Perugia«
- 152. pehotna divizija »Piceno«
- 153. pehotna divizija »Macerta«
- 154. pehotna divizija »Murge«
- 155. pehotna divizija »Emilia«
- 156. pehotna divizija »Vicenza«
- 157. pehotna divizija »Novara«
- 158. pehotna divizija »Zara«
- 159. pehotna divizija »Veneto«

## Libijske
- 1. libijska divizija »Sibelle« (Italija)
- 2. libijska divizija »Pescatori« (Italija)

## Motorizirane
- 101. motorizirana divizija »Trieste«
- 102. motorizirana divizija »Trento«

## Severnoafriške pehotne
- 17. pehotna divizija »Pavia«
- 25. pehotna divizija »Bologna«
- 27. pehotna divizija »Brescia«
- 55. pehotna divizija »Savona«
- 60. pehotna divizija »Sabratha«
- 61. pehotna divizija »Sirte«
- 62. pehotna divizija »Marmarica«
- 63. pehotna divizija »Cirene«
- 64. pehotna divizija »Catanzaro«

## Polmotorizirana
- 9. polmotorizirana divizija »Pasubio«
- 10. polmotorizirana divizija »Piave«
- 52. polmotorizirana divizija »Torino«
- 103. polmotorizirana divizija »Piacenza«
- 104. polmotorizirana divizija »Mantova«
- 105. polmotorizirana divizija »Rovigo«

## Padalske
- 184. padalska divizija »Nembo«
- 185. padalska divizija »Folgore«